# Универзитет Летоније
Универзитет Летоније (лет. Latvijas Universitāte) је државни универзитет у Риги који је основан 1919. године.